# Dominika Stará
Dominika Stará, född 13 augusti 1993 i Šamorín, är en slovakisk sångerska.

## Karriär
Dominika Stará blev känd år 2009 för sitt deltagande i den första säsongen av Česko Slovenská Superstar, den tjeckiska och slovakiska versionen av TV-programmet Idols. Mellan den 5 oktober och 20 december hölls ett program varje vecka där topp-24 tävlade i utslagningsomgångar. Stará höll sig kvar ända fram till det näst sista programmet den 14 december där hon blev utslagen då det stått mellan henne och Miroslav Šmajda. Detta innebar att hon slutade på en tredje plats i tävlingen och blev även den högst placerade kvinnliga deltagaren.
Efter sitt deltagande i tävlingen kom hon nästa år med sin debutsingel "Tuzim".
År 2011 gavs hennes andra singel "Have Some Fun" ut. Nästa år släpptes singlarna "I Can See Myself" och "Thinking of You". Den 23 september 2012 gavs hennes debutalbum ut med titeln Mixed Signals och innehållande nio låtar. Innan året var slut kom en ny låt med titeln "Shake Your Body" som framförs tillsammans med Greg Nice.

## Diskografi

### Album
- 2012 - Mixed Signals

### Singlar
- 2010 - "Tuzim"
- 2011 - "Have Some Fun"
- 2012 - "I Can See Myself"
- 2012 - "Thinking of You"
- 2012 - "Shake Your Body" (med Greg Nice)